# 長冠 (妖怪)

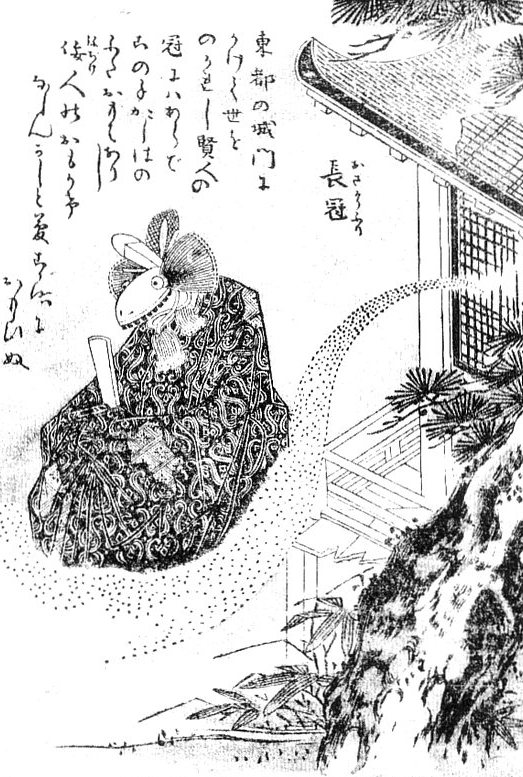
鳥山石燕『百器徒然袋』，「長冠」

長冠（おさこうぶり）是日本的妖怪，其是长期使用的日本的冠被魂所寄，而幻化的妖怪。在鳥山石燕的妖怪画集『百器徒然袋』中的形象为人身冠头手持笏。
由于在旧时的日本，冠是任官辞官的重要标志，因此有邪恶的妖怪附身于冠以求自保的说法。。『百器徒然袋』中的妖怪多是石燕根据『徒然草』这部漢籍创作的，長冠也是如此。。

## 脚注
1. ↑  鳥山石燕. . 角川ソフィア文庫. 角川書店. 2005: 268頁. ISBN 978-4-04-405101-3.
2. ↑  村上健司編著. . 毎日新聞社. 2000: 79頁. ISBN 978-4-620-31428-0.